# Red Bull RB12
Red Bull RB12 je vůz stáje Red Bull Racing pro sezonu 2016. Jeho piloty byli Daniel Ricciardo, Daniil Kvjat a Max Verstappen.

## Motor

### TAG Heuer RB12 (Renault R.E.16)
- Počet válců: 6

- Objem: 1600CC

- Maximální otáčky: 15000 RPM
- Počet ventilů: 24
- Úhel válců: 90 Stupňů
- Výkon: 900 HP (671kw)
- Olej: EXXON Mobil
- Váha 145 kg
- Elektromotor: Kinetické a termální rekuperační systémy.